# 2590 Mourão
2590 Mourão là một tiểu hành tinh vành đai chính với chu kỳ quỹ đạo là 1309.1352293 ngày (3.58 năm).
Nó được phát hiện ngày 22 tháng 5 năm 1980 và đặt tên theo người khám phá, một nhà thiên văn học Ronaldo R.F.Mourao Brazil.